# Mad About You (Hooverphonic)
“Mad About You” is een lied van de Belgische band Hooverphonic en eerste single in aanloop naar hun derde studioalbum The Magnificent Tree in het jaar 2000. Het nummer wordt vaak beschouwd als de band’s grootste meesterwerk en succes wereldwijd.
De tekst gaat over een verboden liefde met regels als, "Can someone tell me if it's wrong to be so mad about you". Nederlands: "Kan iemand mij zeggen of het verkeerd is om zo gek op jou te zijn?". De muziek heeft een triphop-stijl met dramatische orkestratie dat doet denken aan thema’s van James Bond.
Het nummer "Mad About You" werd onder meer gebruikt in de soundtrack van de films Driven (2001), "New Best Friend" (2002), A Lot Like Love (2005) en "Ma première fois" (2012).
Eveneens werd het gebruikt in een aflevering van Cold Case (seizoen 3, aflevering 5) en in The Umbrella Academy (seizoen 1, aflevering 8).
De Kantonese zangeres Joey Yung coverde het nummer in haar taal op het album "Something About You" (2002).